# Fools Garden
Fools Garden (в перекладі з англ. — «Сад дурнів»; до 2003 року Fool's Garden — «Сад дурня») — німецький поп-рок-гурт, заснований 1991 року. Виконує пісні виключно англійською. Найвідоміша пісня — «Lemon Tree», довгий час займала місце у світових чартах. Гурт часто відносять до розряду «однохітових», однак колектив має цілком серйозний стаж, а його концертний репертуар мітить і ряд інших композицій. Після зміни складу 2003 року гурт став називатись «Fools Garden» (без апострофа).
Всі учасники гурту є великими прихильниками знаменитих поп-рок і рок-гуртів, таких, як Queen, The Beatles, U2 і Oasis. Fools Garden, навіть на своїх концертах, виконує пісні The Beatles. Критики відносять гурт до виконавців пост-рока, бріт-попа і інді-попа. З 2003 року гурт має свій власний лейбл Lemonade Music.

## Походження
1987 року Фолькер Хінкель разом з Клаусом Уїсслером заснували музичний проєкт «Magazine». Пізніше Хінкель познайомився з Петером Фройденталером в університеті, де вони разом вчилися мультимедіа-технологіям. Дізнавшись, що Фройденталер також пише музику, Хінкель попросив у нього його записи пісень. Разом вони підкорегували свої композиції і записали їх на касету. Коли ці записи прослухав Гюнтер Кох, то він погодився стати продюсером гурту.
Через деякий час Хінкель з Фройденталером натрапили на оголошення в газеті, яке пропонувало записати альбом за 130 німецьких марок. Так з'явився альбом Magazine. 1991 року до гурту приєдналися басист Томас Мангольд, клавішник Роланд Роль і ударник Ральф Вохеле, а гурт перейменували в «Fool's Garden». 1992-го Fool's Garden вперше з'явилася на радіо, телебаченні і давала перші концерти в Пфорцгаймі.

## Історія гурту
Музиканти за три місяці записали промоальбом Fool's Garden, який не отримав великої популярності в Німеччині, він був присвячений Джону Леннону. Офіційний дебютний альбом, Once in a Blue Moon був виданий 1993-го.
Ці дві платівки були єдиними альбомами в історії гурту, де більшість пісень виконував Фолькер Хінкель. Також, на них була присутня кавер-версія на песню The Beatles «Cry Baby Cry». ЇЇ виконував Фолькер Хінкель.
Бітловська мелодичність і акустична психоделіка Pink Floyd тут поєднувались з клавішною синтетикою 80-х і раннім бріт-попом.

## Склад

### Сучасний склад
Сучасний склад наведено відповідно до інформації, поданою на офіційному сайті.
- Петер Фройденталер (Peter Freudenthaler) — вокал, бек-вокал В піснях, в яких лід-вокал належав Фолькеру Хінкелю, клавішні
- Фолькер Хінкель (Volker Hinkel) — гітара, вокал Хінкель співав у ранніх альбомах, а також в кавер-версіях «Cry Baby Cry» і «Martha My Dear», лід-вокал в «Pure», в половині «Noone's Song» і третій куплет в пісні «Wild Days», бек-вокал
- Клаус Мюллер (Claus Müller) — ударні
- Дірк Блюмлейн (Dirk Blümlein) — бас-гітара, бек-вокал

### Колишні учасники
- Томас Мангольд (Thomas Mangold) — бас-гітара (1991—2003)
- Роланд Рель (Roland Röhl) — клавішні (1991—2003)
- Ральф Вохеле (Ralf Wochele) — ударні (1991—2003)
- Габріель Хольц (Gabriel Holz) — гітара (2003—2007)